# М'які технології приватності
М’які технології приватності підпадає під категорію ТПП, як методів захисту даних. ТПП має ще одну підкатегорію, яка називається жорсткі технології приватності. М’які технології приватності має на меті зберегти інформацію в безпеці та обробити дані, маючи при цьому повний контроль над тим, як дані використовуються. М’які технології приватності акцентують увагу на використанні програм сторонніх розробників для захисту приватності, наголошуючи на аудиті, сертифікації, згоді, контролі доступу, шифруванні та диференційній приватності. З появою нових технологій виникла потреба щодня обробляти мільярди даних у багатьох сферах, таких як охорона здоров’я, автономні автомобілі, смарт-карти, дані соціальних мереж тощо.

## Програми

### Охорона здоров'я
При використання деяких медичних пристроїв, як-от підтримки життя,  чутлива інформація збирається та повідомляється віддалено в хмару. Хмарні обчислення пропонують рішення, яке задовольняє потреби охорони здоров’я в обробці та зберіганні за доступною ціною. Вони використовуються для дистанційного моніторингу біометричного стану пацієнта і можуть підключатися за допомогою розумних технологій. На додаток до моніторингу, пристрої також можуть надсилати мобільні сповіщення, коли певні умови перевищують заданий поріг, наприклад про значну зміну артеріального тиску. Через характер пристрою, який повідомляє постійні дані та використання розумних технологій, вони є предметом багатьох проблем приватності. Саме тут м’яка приватність ставить питання щодо ефективності сторонніх хмарних сервісів, оскільки вони викликають кілька проблем приватності, включаючи ризик несанкціонованого доступу, витоку даних, розкриття чутливої інформації та порушення приватності.
Одне з рішень, запропонованих для вирішення цієї проблеми для хмарних обчислень у сфері охорони здоров’я, полягає у використанні контроль доступу шляхом надання часткового доступу до даних на основі ролі користувача, наприклад лікаря, сім’ї тощо... Інше рішення, яке досліджується для бездротових технологій переміщення даних у хмару, здійснюється за допомогою диференційної приватності. Система диференційної приватності зазвичай шифрує дані, надсилає їх до надійної служби, а потім відкриває їх для лікарняних установ. Стратегія, яка часто використовується для запобігання витоку даних та атак, полягає в додаванні «шуму» в дані, що дещо змінює значення під час доступу до справжньої інформації через питання безпеки. Дослідження Sensors прийшло до висновку, що методи диференційної приватності, що включають додатковий шум, допомогли досягти математично гарантованої приватності.
У середині 90-х Комісія зі страхування Співдружності Массачусетської групи опублікувала анонімні медичні записи, приховуючи деяку чутливу інформацію, таку як адреса та номер телефону. Незважаючи на цю спробу приховати інформацію під час надання якоїсь бази даних, приватність все ж була порушена, оскільки деякі люди виявили кореляцію між базами даних про здоров’я та публічними базами даних голосування. Без шифрування даних і шуму, який додає диференційна приватність, можна з’єднати два набори даних, які можуть здатися не пов’язаними.

### Автономні автомобілі
Автономні автомобілі викликають занепокоєння як пристрій відстеження розташування, оскільки вони є транспортними засобами на основі датчиків. Щоб досягти повної автономії, потрібна була б масивна база даних з інформацією про навколишнє середовище, шляхи, які потрібно пройти, взаємодію з іншими, погоду та багато інших обставин, які необхідно враховувати. Це призводить до питання про те, як усі дані будуть зберігатися, кому вони надаються та який тип даних зберігається. Багато з цих даних є потенційно чутливими і можуть бути використані зловмисно, у випадку витоку або злому. Існують занепокоєння щодо продажу даних компаніям, оскільки ці дані можуть допомогти передбачити продукти, які можуть сподобатись або бути потрібними споживачам. Це може розкрити стан здоров’я та сповістити деякі компанії про можливість рекламувати зазначеним клієнтам спам/продукти на основі місцезнаходження.
З точки зору юридичного аспекту цієї технології, існують правила та положення, що стосуються деяких частин автомобіля, але багато питань все ще відкрито і часто застаріло. Багато з чинних законів є нечіткими, залишаючи правила відкритими для тлумачення. Наприклад, у США існують прийняті багато років тому федеральні закони, які обмежують приватність комп’ютерів, і закони просто поширили це правило на телефони, а тепер поширюють ті самі правила на «комп’ютер» у більшості автомобілів без водія. На додаток до цього, є занепокоєння щодо того, що уряд має доступ до цих даних про автомобілі без водія, що дає можливість масового спостереження та відстеження без жодних ордерів. З точки зору компаній, вони використовують ці дані, щоб удосконалити свої технології та відточувати свої маркетингові дані, щоб відповідати потребам своїх споживачів. У відповідь на занепокоєння споживачів і розуміння повільних дій уряду, автовиробники створили Центр обміну інформацією та аналізу автомобільної промисловості (Auto-ISAC) у серпні 2015 року щоб встановити протоколи кібербезпеки та методи безпечної роботи з системами зв’язку транспортних засобів за допомогою інших автономних автомобілів.
Vehicle-to-grid, відома як V2G, відіграє велику роль у споживанні енергії, вартості та ефективності для розумних мереж. Ця система використовується в електромобілях для зарядки та розрядки, коли вона зв’язується з електричною мережею для заповнення до відповідної кількості. Це надзвичайно важливо для електромобілів, але створює проблеми приватності, пов’язані з місцем розташування. Наприклад, домашня адреса користувача, місце роботи, місце розваг і запис частоти можуть бути відображені в історії стягнення плати. Завдяки цій інформації, яка потенційно може бути розкрита, може статися широкий спектр порушень безпеки. Наприклад, чиєсь здоров’я можна визначити за кількістю відвідувань лікарні, або користувач може отримувати спам на основі місцезнаходження, або може існувати зловмисний намір із використанням домашньої адреси та графіка роботи. Подібно до даних про здоров’я, можливим рішенням тут є використання диференційної приватності, щоб додати шум до математичних даних, тому інформація, що витікає, може бути не настільки точною.

### Хмарні сховища
Використання хмари є важливим для споживачів і бізнесу, оскільки це дешеве джерело практично необмеженого місця для зберігання. Однією з проблем, з якою зіткнулося хмарне сховище, була функція пошуку. Типовий дизайн хмарних обчислень шифрує слово до того, як воно потрапляє в хмару. Це піднімає проблему можливості користувача шукати ключові слова, що заважає результатам пошуку певного файлу. Це в кінцевому підсумку стає двосічним мечем для захисту приватності, але створює нові незручні проблеми. Одним із рішень є пошук, коли документи індексуються повністю, а не лише за ключовими словами. Також цей процес замінює букву на ключ, ставлячі у відповідність кожній літері окреме значення. У цьому випадку досягається конфіденційність, і забезпечується можливість легко шукати слова, які б відповідали зашифрованим файлам. Однак у зв’язку з цим виникає нова проблема, оскільки для читання та пошуку збігу по зашифрованому файлу та розшифрування всього файлу для користувача потрібно більше часу.
Поліція та інші органи влади також можуть використовувати м’яку технологію приватності проти злочинців, одержуючи доступ до хмарних даних.

### VPN

Механізм VPN

VPN використовуються для надання віддаленому користувачу доступу до домашньої мережі та шифрування їх пакетів. Це дозволяє користувачеві мати власну приватну мережу під час роботи в Інтернеті. Цей зашифрований тунель довіряє третій стороні захистити приватність користувача, оскільки він діє як віртуальна орендована лінія через спільну публічну інфраструктуру. VPN стикається з проблемами, коли справа доходить до мобільних додатків, оскільки мережа може постійно змінюватися та розривати зв'язок, таким чином ставлячи під загрозу приватність, яку VPN надає через своє шифрування.
Вони вразливі до зловмисників, які фабрикують, перехоплюють, змінюють і переривають трафік. Вони стають мішенню, оскільки через ці мережі часто передається конфіденційна інформація. Швидкі VPN зазвичай забезпечують швидше встановлення тунелю та менші витрати, але це знижує ефективність VPN як протоколу безпеки. Також виявлено, що часта зміна паролів також важлива для забезпечення безпеки та захисту від зловмисних атак.
Більшість VPN не захищають ваш комп'ютер від вірусів чи шкідливих програм.

### Мобільні дані
Мобільні пристрої можуть розкривати провайдерам у процесі взаємодії дані про власні ідентифікатори (MAC, IMEI, IMSI), місцезнаходження (через дані про підключення до базової станції, GPS) також про активність користувача у часі.
Було багато випадків, коли спостереження викликало занепокоєння щодо приватності, і справа доходила до Верховного суду США. Деякі випадки використовували дані GPS для відстеження місцезнаходження підозрюваних і зведені дані моніторингу протягом тривалого періоду часу. Однак у справі Верховного суду Райлі проти Каліфорнії одноголосно було проголосовано заборону безпідставного пошуку мобільних даних.

### Смарт-картки
Смарт-картки – це технологія, що розвивається, що використовується для авторизації користувачів на певних ресурсам. Використання біометричних даних, таких як відбитки пальців, зображення райдужної оболонки, голосові шаблони або навіть послідовності ДНК для контролю доступу до чутливої інформації, наприклад паспорта, може допомогти забезпечити приватність. Біометрія важлива, оскільки це код доступу особи до  практично будь-якої інформації про конкретну людину. Наразі вони використовуються для телекомунікацій, електронної комерції, банківських програм, державних програм, охорони здоров’я, транспорту тощо. 

#### Небезпека використання біометричних даних
Оскільки біометричні дані містять унікальні характерні відомості про людину, у випадку їх витоку було б досить легко відстежити користувача, який знаходиться під загрозою зникнення. Це створює велику небезпеку, якщо зазначена інформація була витоком, оскільки біометричні дані містять унікальні характерні відомості про людину, і в цьому випадку було б досить легко відстежити користувача. Для цього є кілька можливих рішень:
Анонімна біометрична система контролю доступу (ABAC): автентифікація дійсних користувачів у системі, не знаючи, хто це. Наприклад, готель повинен мати можливість прийняти VIP-гостя в VIP-кімнату, не знаючи жодної інформації про цю особу, навіть якщо в процесі перевірки все ще використовуються біометричні дані. Розроблена Центром візуалізації та віртуального середовища, їхня система складається з обчислення відстані Хеммінга, вилучення бітів, порівняння та агрегації результатів, і все це реалізовано за допомогою гомоморфного шифру. По суті, це дозволяє біометричному серверу авторизувати користувача, не знаючи його особи. Для цього беруть збережені біометричні дані та шифрують їх. Під час збереження біометричних даних існують певні процеси для функцій деідентифікації, таких як розпізнавання обличчя під час шифрування даних, тому навіть якщо дані витекли, не було б небезпеки відстежити чиюсь особу.

### Онлайн-відео
Онлайн-навчання з використанням мобільного відео стало поширеним у наш час. Однією з найбільших проблем для приватності в цій сфері є ідея попередньої завантаження у відео.  Попередня вибірка — це коли програма завантажує деякі ресурси до того, як вони знадобляться, щоб скоротити час очікування. Здається, це ідеальне рішення, яке потрібне в наш час із зростаючим попитом на відео, але попередня вибірка багато в чому покладається на передбачення. Для точного передбачення необхідно отримати доступ до історії переглядів і знати більше про користувача, щоб надати точну попередню вибірку, інакше це буде більше марною тратою пропускної здатності, ніж користю. Дізнавшись, як користувач переглядає історію та популярний вміст, який подобається користувачеві, легше передбачити наступне відео для попереднього завантаження, але це цінні та, можливо, чутливі дані.
Пропоноване рішення щодо конфіденційності:
DPDL-SVP - диференціальне розподілене онлайн-навчання, орієнтоване на приватність, для попередньої вибірки відео з мобільних соціальних мереж, розділяє основні проблеми на дві підпроблеми та дозволяє користувачам мобільних пристроїв вирішувати дві підпроблеми, зосереджуючись лише на спілкуванні між своїми мобільними сусідами та учасниками соціальних мереж. Це забезпечує диференційну приватність, і при цьому зберігає чутливу інформацію про перегляди.

Сертифіковані логотипи, які використовуються для підвищення довіри (органічний сертифікат USDA)

## Майбутнє м'якої технології конфіденційності

### Занепокоєння щодо мобільних пристроїв і можливі рішення
mIPS - мобільна система запобігання вторгненню, яка обізнана із місцезнаходженням, та допомагає захистити користувачів при використанні майбутніх технологій, таких як віртуалізоване середовище, де телефон діє як невелика віртуальна машина. Деякі випадки, з якими слід бути обережними в майбутньому, включають атаки переслідування, крадіжку пропускної здатності, атаку на хмарні хости та PA2: атаку аналізу трафіку на пристрої 5G на обмеженій території. Поточні програми захисту приватності схильні до витоку і не враховують зміну Bluetooth, розташування та підключення до локальної мережі, які впливають на частоту можливих витоків.

### Контроль доступу на основі відкритих ключів
У контексті сенсорних мереж, контроль доступу на основі відкритих ключів (PKC) може стати хорошим рішенням у майбутньому для вирішення деяких проблем бездротового контролю доступу. Для сенсорної мережі небезпека від зловмисників включає; імітацію, яка надає доступ зловмисним користувачам, атаку відтворення, коли зловмисник захоплює чутливу інформацію, відтворюючи її, чергування, яке вибірково поєднує повідомлення з попередніх сеансів, відображення, коли супротивник надсилає ідентичне повідомлення автору, подібне до видавання себе за іншу особу, примусова затримка, яка блокує повідомлення зв'язку дляя пізнішого надсилання, а також атака вибраного тексту, коли зловмисник намагається отримати ключі для доступу до датчика. Рішенням цього може бути криптографія на основі відкритого ключа, оскільки дослідження, проведене Хаодун Вангом, показує, що представлений протокол на основі PKC кращий, ніж традиційний симетричний ключ, щодо використання пам’яті, складності повідомлень та стійкості до безпеки.

### Соціальні мережі
Управління приватністю є великою частиною соціальних мереж. Наприклад, користувачі різних соціальних мереж мають можливість контролювати та вказувати, якою інформацією вони хочуть поділитися з певними людьми на основі їхнього рівня довіри. Через це виникає занепокоєння щодо приватності, наприклад, у 2007 році Facebook отримав скарги на свою рекламу. У цьому випадку партнер Facebook збирав інформацію про користувача та поширював її серед друзів користувача без будь-якої згоди. Існують деякі запропоновані рішення на стадії прототипу з використанням протоколу, який зосереджується на криптографічних методах та цифровому підпису, щоб забезпечити належний захист приватності.

### Набори великих даних
Зі збільшенням збору даних одне джерело може стати схильним до порушень приватності та мішенню для зловмисних атак через велику кількість особистої інформації, яку вони зберігають. Деякі запропоновані рішення полягають у анонімізації даних шляхом створення віртуальної бази даних, у той час як анонімізується як постачальник даних, так і суб’єкти даних. Запропонованим рішенням тут є нова і розвивається технологія, яка називається l-диверсність.